# Малони, Шон
Шон Ри́чард Мало́ни (англ. Shaun Richard Maloney; род. 24 января 1983[…], Мири, Саравак) — шотландский футболист, полузащитник; тренер. Выступал за национальную сборную Шотландии. Выступал на позициях крайнего полузащитника, нападающего. Главными качествами Шона на поле являлись точность удара и настырность у чужих ворот, умение неплохо исполнять стандартные положения.
Малони известен также тем, что по итогам своего первого полного сезона, проведённого в шотландской Премьер-лиге, он сразу получил призы «Лучшего игрока года» и «Лучшего молодого игрока года».
С 2018 года ассистент главного тренера в сборной Бельгии.

## Биография
Шон вместе со своей семьёй переехал из Малайзии в родной город его матери, Абердин, в возрасте пяти лет.
С юных лет Малони проявлял большой интерес к спорту, занимаясь футболом и теннисом. Первой командой Шона стал «Кинкорт Бойз Клаб», за который он начал выступать, едва ему исполнилось десять. До начала профессиональной карьеры он поиграл в таких коллективах, как «Сейнт-Джозеф», «Калтер Бойз Клаб», «Альбион Бойз Клаб».

## Клубная карьера

### «Селтик»
В 1999 году молодого футболиста пригласили в «Селтик». В составе «кельтов» Малони дебютировал 29 апреля 2001 года в матче, где «бело-зелёные» играли в гостях у своих заклятых врагов из «Рейнджерс» на стадионе «Айброкс» и победили со счётом 3:0. Но завоевать место в основном составе клуба Шону не удалось, и он ещё несколько сезонов провёл на лавке запасных глазговской команды, изредка выходя на замену.
В феврале 2004 года Малони в игре за молодёжную сборную Шотландии получил тяжелейшую травму — разрыв крестообразных связок. Шон оправился от неё лишь к концу сезона 2004/05, сыграв в этом чемпионате всего одну игру.
С приходом в 2005 году к рулю «Селтика» Гордона Стракана всё изменилось — тренер, разглядев в молодом игроке несомненный талант, немедленно стал выпускать Малони в стартовом составе «бело-зелёных», переведя его с привычной позиции нападающего на левый фланг полузащиты. Шон не приминул воспользоваться шансом и, набрав отличную форму, стал демонстрировать фантастическую игру. В течение всего года о Малони восторженно отзывались все — игроки своей и других команд, болельщики, СМИ. Следствием всего этого стало признание Шона «Игроком года» и «Молодым игрока года». Также в этом году игроком года Шона признали болельщики «кельтов» и игроки клубов Премьер-лиги. Всего за сезон 2005/06 Малони забил 16 голов и ещё 28 раз его пасы партнёрам приводили к взятию ворот противника.
Контракт Шона с «кельтами» истекал в конце сезона 2006/07, поэтому «Селтик» с самого начала футбольного года начал переговоры по новому соглашению. Тем не менее из-за разногласий между двумя сторонами подписание нового контракта Малони затянулось на месяца. 26 октября исполнительный директор «бело-зелёных» Питер Лоуэлл, комментируя сложившуюся ситуацию, сказал, что «Селтик» не настолько богат, чтобы держать игроков в клубе за любую зарплату. На что Малони заявил о том, что «по итогам любых переговоров в выигрыше должны остаться обе стороны». Также Шон сказал о том, что переговоры о контракте никак не скажутся на его игре за «кельтов», он надеется, что консенсус будет достигнут и ему не придётся покинуть клуб в конце сезона. Однако фанаты «Селтика» предчувствовали неладное — ещё свежи были воспоминания двухгодичной давности, когда таким же образом, не договорившись о новом контракте, из команды ушёл лидер и капитан «бело-зелёных» Джеки Макнамара.
Так и случилось — переговоры по продлению соглашения Малони с «кельтами» зашли в тупик. Чтобы не отпускать молодого игрока бесплатно в конце сезона, руководство «Селтика» решило продать игрока. Практически сразу о желании приобрести Шона для своей команды заявил главный тренер английской «Астон Виллы» Мартин О’Нил, бывший наставник «бело-зелёных». В итоге стороны сошлись на цене в 1 миллион фунтов стерлингов, и Шон покинул Глазго.
На момент расставания с «кельтами» Малони провёл в бело-зелёной футболке клуба 139 матчей, забил 37 голов.

### «Астон Вилла»
Желая укрепить состав команды на вторую половину сезона 2006/07, Мартин О’Нил попросил руководство «Виллы» форсировать переговоры с шотландцем по его контракту с клубом, в итоге он добился своего — «львы» заплатили «Селтику» за Малони один миллион фунтов стерлингов.
31 января 2007 года, в последний день открытия трансферного окна в английской Премьер-лиге Шон подписал предварительный контракт с бирмингемцами, а уже 10 февраля дебютировал в футболке «Астон Виллы» в игре против «Рединга».
28 апреля этого же года Малони забил свой первый гол в составе «львов». Это случилось в гостевом матче «Астон Виллы» против команды «Манчестер Сити», который проходил на стадионе «Сити оф Манчестер». Мяч получился очень красивым — Шон ударом со штрафного закрутил футбольный снаряд над «стенкой», и он по замысловатой траектории залетел в нижний правый угол ворот манкунианцев.
Однако всё равно Малони достаточно тяжело адаптировался к игре в Англии. Даже несмотря на то, что он набрал хорошую физическую форму, его игра в Бирмингеме была лишена главного — страсти на поле, коей он отличался в Глазго. В одном из интервью Шон признал, что его игра далека от идеала, но он всё же верит в своё будущее на «Вилла Парк»:
Главный фактор, влияющий на мою неважную игру за «Виллу» — тоска по Шотландии. Но я надеюсь, что вскоре всё изменится, и я смогу принести «львам» пользу.
Мартин О’Нил и партнёр Малони по «львам» Стилян Петров, работавшие с ним ещё в «Селтике», прокомментировали это заявление единодушно, сказав, что Шон, несмотря на слухи в СМИ о его возвращении в Шотландию, должен остаться в Бирмингеме.
26 декабря 2007 года Малони сделал «дубль» в гостевой встрече против лондонского «Челси». Однако и в этом году Шону не удалось закрепиться в «Вилле», в стартовом составе команды он появлялся нечасто, редко выходя лишь на замену. По окончании сезона 2007/08 Малони заявил о своём желании вернуться в Шотландию.

### Возвращение в стан «кельтов»
22 августа 2008 года «Селтик» объявил о возвращении воспитанника клуба в команду «кельтов», подписав с Шоном контракт на четыре года. Сумма сделки с «Астон Виллой» составила три миллиона фунтов стерлингов. В своём первом же матче по возвращении на родину, где «кельты» играли с клубом «Фалкирк», Малони признали лучшим игроком встречи — выйдя на замену вместо Веннегор оф Хесселинка, он сделал две голевые передачи. В третьей и четвёртой игре за «Селтик» в этом сезоне Шон записал на свой счёт по голу. Всего в сезоне 2008/09 он забил пять мячей, доведя их общее количество за «бело-зелёных» до сорока двух. Футбольный год 2010/11 Малони начал неплохо, отличившись голами в матчах с «Сент-Мирреном», «Харт оф Мидлотиан» и «Гамильтон Академикал». В это же время Шон исполнял обязанности капитана «Селтика», заменяя травмированного лидера клуба Скотта Брауна.

### «Уиган Атлетик»
31 августа 2011 года вингер во второй раз в своей карьере решил попытать счастья в английской Премьер-лиге, подписав 3-летний контракт с «Уиган Атлетик». Трансфер шотландца обошёлся «латикс» в один миллион фунтов стерлингов. 13 сентября Малони впервые сыграл за «Уиган» в официальном матче — в тот день «Атлетик» в рамках Кубка лиги встречались с «Кристал Пэлас». 24 марта шотландец забил свой первый гол в составе «латикс», поразив с пенальти ворота «Ливерпуля».

## Сборная Шотландии
Малони сыграл 20 матчей, забив шесть голов, за молодёжную сборную Шотландии.
Дебют за первый состав национальной команды состоялся 8 октября 2005 года на домашней арене сборной, «Хэмпден Парке», в игре против белорусов.
Всего за «тартановую армию» он провёл 27 игр, в которых поразил ворота противника лишь однажды — произошло это 6 июня 2007 года, когда шотландцы проводили гостевую встречу со сборной Фарерских островов.

## Достижения

### Командные достижения
«Селтик»
- Чемпион Шотландии (5): 2000/01, 2001/02, 2003/04, 2005/06, 2011/12
- Обладатель Кубка Шотландии (4): 2000/01, 2003/04, 2004/05, 2010/11
- Обладатель Кубка шотландской лиги (2): 2000/01, 2005/06
- Финалист Кубка УЕФА: 2002/03
- Финалист Кубка шотландской лиги: 2010/11

«Уиган Атлетик»
- Обладатель Кубка Англии: 2012/13

### Персональные достижения
- Игрок года по версии футболистов ШПФА: 2006
- Молодой игрок года по версии футболистов ШПФА: 2006
- Игрок года по версии болельщиков «Селтика»: 2006
- Молодой игрок месяца шотландской Премьер-лиги: февраль 2003

## Статистика

### Клубная статистика
| Клуб                     | Сезон                    | Чемпионат | Чемпионат | Кубок | Кубок | Кубок Лиги | Кубок Лиги | Еврокубки | Еврокубки | Итого | Итого |
| Клуб                     | Сезон                    | Игры      | Голы      | Игры  | Голы  | Игры       | Голы       | Игры      | Голы      | Игры  | Голы  |
| ------------------------ | ------------------------ | --------- | --------- | ----- | ----- | ---------- | ---------- | --------- | --------- | ----- | ----- |
| Селтик                   | 2000/01                  | 4         | 0         | —     | —     | —          | —          | —         | —         | 4     | 0     |
| Селтик                   | 2001/02                  | 16        | 5         | 2     | 1     | 1          | 4          | 1         | 0         | 20    | 10    |
| Селтик                   | 2002/03                  | 20        | 3         | 3     | 0     | 3          | 1          | 4         | 1         | 30    | 5     |
| Селтик                   | 2003/04                  | 17        | 5         | 1     | 0     | 2          | 0          | 3         | 1         | 23    | 6     |
| Селтик                   | 2004/05                  | 2         | 0         | 1     | 0     | —          | —          | —         | —         | 3     | 0     |
| Селтик                   | 2005/06                  | 36        | 13        | 1     | 0     | 4          | 3          | 2         | 0         | 43    | 16    |
| Селтик                   | 2006/07                  | 9         | 0         | —     | —     | 1          | 0          | 5         | 0         | 15    | 0     |
| Селтик                   | 2008/09                  | 21        | 4         | 1     | 0     | 2          | 0          | 6         | 1         | 30    | 5     |
| Селтик                   | 2009/10                  | 9         | 4         | —     | —     | 1          | 0          | 6         | 0         | 16    | 4     |
| Селтик                   | 2010/11                  | 21        | 5         | 1     | 1     | 1          | 0          | 4         | 0         | 27    | 6     |
| Селтик                   | 2011/12                  | 3         | 0         | —     | —     | —          | —          | 1         | 0         | 4     | 0     |
| Всего за «Селтик»        | Всего за «Селтик»        | 158       | 39        | 10    | 2     | 15         | 8          | 32        | 3         | 215   | 52    |
| Астон Вилла              | 2006/07                  | 8         | 1         | —     | —     | —          | —          | —         | —         | 8     | 1     |
| Астон Вилла              | 2007/08                  | 22        | 4         | 1     | 0     | 2          | 2          | —         | —         | 25    | 6     |
| Всего за «Астон Виллу»   | Всего за «Астон Виллу»   | 30        | 5         | 1     | 0     | 2          | 2          | 0         | 0         | 33    | 7     |
| Уиган Атлетик            | 2011/12                  | 13        | 3         | 1     | 0     | 1          | 0          | —         | —         | 15    | 3     |
| Уиган Атлетик            | 2012/13                  | 34        | 5         | 3     | 1     | 1          | 0          | —         | —         | 38    | 6     |
| Всего за «Уиган Атлетик» | Всего за «Уиган Атлетик» | 47        | 8         | 4     | 1     | 2          | 0          | 0         | 0         | 53    | 9     |
| Всего за карьеру         | Всего за карьеру         | 235       | 52        | 15    | 3     | 19         | 10         | 32        | 3         | 301   | 68    |

(откорректировано по состоянию на 7 мая 2013)

### Матчи и голы за сборную
| №  | Дата             | Место                                                           | Оппонент          | Счёт | Голы Малони | Соревнование                                      |
| 1  | 8 октября 2005   | «Хэмпден Парк», Глазго, Шотландия                               | Беларусь          | 0:1  | —           | Отборочный матч чемпионата мира по футболу 2006   |
| 2  | 12 ноября 2005   | «Хэмпден Парк», Глазго, Шотландия                               | США               | 1:1  | —           | Товарищеский матч                                 |
| 3  | 24 марта 2007    | «Хэмпден Парк», Глазго, Шотландия                               | Грузия            | 2:1  | —           | Отборочный матч чемпионата Европы по футболу 2008 |
| 4  | 28 марта 2007    | «Сан Никола», Бари, Италия                                      | Италия            | 0:2  | —           | Отборочный матч чемпионата Европы по футболу 2008 |
| 5  | 30 мая 2007      | «Герхард Ханаппи», Вена, Австрия                                | Австрия           | 1:0  | —           | Товарищеский матч                                 |
| 6  | 6 июня 2007      | «Свангаскард», Тофтир, Фарерские острова                        | Фарерские острова | 2:0  | 1           | Отборочный матч чемпионата Европы по футболу 2008 |
| 7  | 8 сентября 2007  | «Хэмпден Парк», Глазго, Шотландия                               | Литва             | 3:1  | —           | Отборочный матч чемпионата Европы по футболу 2008 |
| 8  | 13 октября 2007  | «Хэмпден Парк», Глазго, Шотландия                               | Украина           | 3:1  | —           | Отборочный матч чемпионата Европы по футболу 2008 |
| 9  | 17 октября 2007  | Стадион Бориса Пайчадзе, Тбилиси, Грузия                        | Грузия            | 0:2  | —           | Отборочный матч чемпионата Европы по футболу 2008 |
| 10 | 26 марта 2008    | «Хэмпден Парк», Глазго, Шотландия                               | Хорватия          | 1:1  | —           | Товарищеский матч                                 |
| 11 | 30 мая 2008      | «AXA Арена», Прага, Чехия                                       | Чехия             | 1:3  | —           | Товарищеский матч                                 |
| 12 | 6 сентября 2008  | Национальный стадион Филиппа II Македонского, Скопье, Македония | Македония         | 0:1  | —           | Отборочный матч чемпионата мира по футболу 2010   |
| 13 | 10 сентября 2008 | «Лаугардалсвёллур», Рейкьявик, Исландия                         | Исландия          | 2:1  | —           | Отборочный матч чемпионата мира по футболу 2010   |
| 14 | 11 октября 2008  | «Хэмпден Парк», Глазго, Шотландия                               | Норвегия          | 0:0  | —           | Отборочный матч чемпионата мира по футболу 2010   |
| 15 | 19 ноября 2008   | «Хэмпден Парк», Глазго, Шотландия                               | Аргентина         | 0:1  | —           | Товарищеский матч                                 |
| 16 | 5 сентября 2009  | «Хэмпден Парк», Глазго, Шотландия                               | Македония         | 2:0  | —           | Отборочный матч чемпионата мира по футболу 2010   |
| 17 | 9 сентября 2009  | «Хэмпден Парк», Глазго, Шотландия                               | Голландия         | 0:1  | —           | Отборочный матч чемпионата мира по футболу 2010   |
| 18 | 12 октября 2010  | «Хэмпден Парк», Глазго, Шотландия                               | Испания           | 2:3  | —           | Отборочный матч чемпионата Европы по футболу 2012 |
| 19 | 16 ноября 2010   | «Питтодри», Абердин, Шотландия                                  | Фарерские острова | 3:0  | —           | Товарищеский матч                                 |
| 20 | 27 мая 2012      | «Ивербанк Филд», Джэксонвилл, США                               | США               | 1:5  | —           | Товарищеский матч                                 |
| 21 | 15 августа 2012  | «Истер Роуд», Эдинбург, Шотландия                               | Австралия         | 3:1  | —           | Товарищеский матч                                 |
| 22 | 11 сентября 2012 | «Хэмпден Парк», Глазго, Шотландия                               | Македония         | 1:1  | —           | Отборочный матч чемпионата мира по футболу 2014   |
| 23 | 12 октября 2012  | «Кардифф Сити», Кардифф, Уэльс                                  | Уэльс             | 1:2  | —           | Отборочный матч чемпионата мира по футболу 2014   |
| 24 | 16 октября 2012  | Стадион короля Бодуэна, Брюссель, Бельгия                       | Бельгия           | 0:2  | —           | Отборочный матч чемпионата мира по футболу 2014   |
| 25 | 6 февраля 2013   | «Питтодри», Абердин, Шотландия                                  | Эстония           | 1:0  | —           | Товарищеский матч                                 |
| 26 | 22 марта 2013    | «Хэмпден Парк», Глазго, Шотландия                               | Уэльс             | 1:2  | —           | Отборочный матч чемпионата мира по футболу 2014   |
| 27 | 26 марта 2013    | «Караджордже», Нови-Сад, Сербия                                 | Сербия            | 0:2  | —           | Отборочный матч чемпионата мира по футболу 2014   |

Итого: 27 матчей / 1 гол; 10 побед, 4 ничьих, 13 поражений.
(откорректировано по состоянию на 26 марта 2013)

### Сводная статистика игр/голов за сборную
| Сборная          | Год              | Отборочные матчи ЧМ | Отборочные матчи ЧМ | Финальные матчи ЧМ | Финальные матчи ЧМ | Отборочные матчи ЧЕ | Отборочные матчи ЧЕ | Финальные матчи ЧЕ | Финальные матчи ЧЕ | Товарищеские матчи | Товарищеские матчи | Итого | Итого |
| Сборная          | Год              | Игры                | Голы                | Игры               | Голы               | Игры                | Голы                | Игры               | Голы               | Игры               | Голы               | Игры  | Голы  |
| ---------------- | ---------------- | ------------------- | ------------------- | ------------------ | ------------------ | ------------------- | ------------------- | ------------------ | ------------------ | ------------------ | ------------------ | ----- | ----- |
| Шотландия        | 2005             | 1                   | 0                   | —                  | —                  | —                   | —                   | —                  | —                  | 1                  | 0                  | 2     | 0     |
| Шотландия        | 2007             | —                   | —                   | —                  | —                  | 6                   | 1                   | —                  | —                  | 1                  | 0                  | 7     | 1     |
| Шотландия        | 2008             | 3                   | 0                   | —                  | —                  | —                   | —                   | —                  | —                  | 3                  | 0                  | 6     | 0     |
| Шотландия        | 2009             | 2                   | 0                   | —                  | —                  | —                   | —                   | —                  | —                  | —                  | —                  | 2     | 0     |
| Шотландия        | 2010             | —                   | —                   | —                  | —                  | 1                   | 0                   | —                  | —                  | 1                  | 0                  | 2     | 0     |
| Шотландия        | 2012             | 3                   | 0                   | —                  | —                  | —                   | —                   | —                  | —                  | 2                  | 0                  | 5     | 0     |
| Шотландия        | 2013             | 2                   | 0                   | —                  | —                  | —                   | —                   | —                  | —                  | 1                  | 0                  | 3     | 0     |
| Всего за карьеру | Всего за карьеру | 11                  | 0                   | 0                  | 0                  | 7                   | 1                   | 0                  | 0                  | 9                  | 0                  | 27    | 1     |

(откорректировано по состоянию на 26 марта 2013)